# Tamina Amadyar
Tamina Amadyar (* 1989 in Kabul) ist eine deutsche Malerin.

## Biografie
Tamina Amadyar wurde 1989 in Kabul geboren. Ihre Familie flüchtete aufgrund der gewaltvollen Auseinandersetzungen in Afghanistan in den 90er-Jahren nach Deutschland. Sie studierte von 2008 bis 2014 an der Kunstakademie Düsseldorf und war Meisterschülerin des dänischen Künstlers Tal R. Amadyar war Stipendiatin zahlreicher Stiftungen. 2016 wurde sie vom Forbes Magazin in die Forbes 30 under 30 der Kunst aufgenommen. Von 2018 bis 2020 war sie Gastprofessorin für Malerei an der Staatlichen Akademie der Bildenden Künste Karlsruhe. Sie lebt und arbeitet in Berlin.

## Werke
Die abstrakten, teils intensiv farbigen Gemälde Amadyars sind von persönlichen Erinnerungen an Orte und Situationen der Künstlerin inspiriert. Amadyar verwendet traditionellen Glutin- bzw. Hasenleim, und zwar nicht nur als Grundierung ihrer Leinwände, sondern auch als Bindemittel der Farbpigmente, woraus eine im Grunde widersprüchliche Wirkung von Flüssigkeit und Dichte, sowie von Transparenz und Geschlossenheit in ihren Bildern resultiert.

„Die Malerei von Tamina Amadyar verbindet Farb- und Formstudien mit Momenten der eigenen Wahrnehmung. Sie erinnert darin Orte, an denen sie war und setzt sich vor allem mit den erlebten Licht- und Raumerfahrungen ihrer Reisen wie nach Afghanistan oder Kalifornien auseinander. Ihre oft großformatigen Gemälde stellen meist zwei Farben in einen Dialog miteinander. In ihren Farbstudien spielt sie mit Komplementärkontrasten, Übermalungen und geometrischen Formen. Durch die Verwendung von Pigmenten mit Hasenleim schafft sie eindrucksvoll leuchtende Farbfelder, die in schnellen Bewegungen aufgetragen, ihren Gemälden Raum und Struktur verleihen.“

Tamina Amadyar produziert neben großflächigen Formaten auch figurative Zeichnungen und Aquarelle. Ihre abstrakten großformatigen Werke werden oft mit der Kunst der New Yorker Farbfeldmalerin Helen Frankenthaler verglichen.

## Ausstellungen

### Einzelausstellungen (Auswahl)
- 2020: out of the blue, Galerie Guido W. Baudach, Berlin
- 2019: Making Waves, Eleni Koroneou Gallery, Athen
- 2019: The Big Dipper, Kewenig, Palma de Mallorca
- 2019: IT'S A MATCH, Oldenburger Kunstverein, Oldenburg[6]
- 2018: BIG BLUE SKY, Kunstverein Reutlingen, Reutlingen (Katalog)
- 2017: SAMSTAGNACHT, Kunstverein Heppenheim, Heppenheim[7]
- 2017: 10,000 hours, Galerie Guido W. Baudach, Berlin
- 2016: EVERY DAMN DAY, Farbvision, Berlin
- 2015: Galerie Guido W. Baudach, Berlin[3]

### Gruppenausstellungen (Auswahl)
- 2023: Kindheit(en). Von Erinnerungen in der Kunst, Haus Coburg | Städtische Galerie Delmenhorst[8]
- 2021: ars viva 2022 Brücke-Museum Berlin
- 2020: Studio Berlin, cooperation between the Boros Foundation and Berghain, Berghain, Berlin
- 2019: Adrian, George, Peter, Sofia, Tamina., P420 Art Gallery, Bologna
- 2019: Du coq à l’âne, kuratiert von Paul McDevitt und Cornelius Quabeck, Le Bel Ordinaire, Billière
- 2018: In medias res kuratiert Guido W. Baudach, Hiromi Yoshii Gallery, Tokyo
- 2018: last dance, Autocenter im KINDL, Berlin
- 2018: Someplace Special, Gillmeier Rech, Berlin
- 2017: Kunst als Spiegel der Gesellschaft – Werke aus der Sammlung der DekaBank, Schloss Neuhardenberg, Neuhardenberg
- 2017: Memories of an elephant, Kunsthaus Essen, Essen[9]
- 2016: That feeling, kuratiert von Domenico de Chirico, Eduardo Secci Contemporary, Florenz
- 2015: Straight Up, Hooper Projects, Los Angeles
- 2014: Nose Art, Litho, Köln
- 2013: Sammlung Grau, Kunsthaus Dortmund, Dortmund
- 2012: Seven Seas of Rhye, Mühlengasse, Düsseldorf
- 2011: Yellow Galore, Goodbye Blue Monday, New York
- 2010: Empire of Dust, Vertretung des Landes Nordrhein-Westfalen, Berlin[3]

## Stipendien und Preise
- 2021: Ars-viva-Preis für Bildende Kunst für 2022
- 2016: Forbes List The Arts ‘30 under 30’
- 2015: Rema Hort Mann Foundation Stipendium